# Cancelo (Santa Cruz)
Cancelo es una localidad caboverdiana del municipio de Santa Cruz.

## Geografía
La localidad está situada en la isla de Santiago.

## Organización territorial
La localidad abarca los lugares y barrios de:
- Achada Abaixo
- Assomada
- Cadjetinha
- Cobon de Mazpas
- Covão Sanches
- Cutelo Bi
- Ponta Cancelo
- Ponta Coqueiro
- Rua Traz
- Ruberinha
- Tcham Morreira